# Churachandra Singh
Churachandra Singh noto anche come Meidingngu Churachand (Imphal, 1886 – Imphal, novembre 1941) è stato un principe indiano.
È stato Maharaja di Manipur dal 1891 al 1941.

## Biografia
Venne installato come raja di Manipur dopo che il suo predecessore, Kulachandra Singh, venne imprigionato. Aveva appena cinque anni e venne posto sul trono il 22 settembre 1891, dopo i tumulti della guerra anglo-manipur di quell'anno. Nel 1907, venne dichiarato autonomo al governo dopo aver completato gli studi al Mayo College.
Ricevette il titolo di maharaja nel 1918 e le insegne da cavaliere commendatore dell'Ordine della Stella d'India nel 1934.
Sportivo, si appassionò al calcio europeo e gli venne dedicato il Churachand Singh Trophy.
Fu padre tra gli altri della scrittrice indiana M. K. Binodini Devi.
Morì a Imphal nel 1941, dopo 50 anni di regno.